# Mereología
En filosofía, la mereología (del griego antiguo μέρος, "parte") es el estudio de las relaciones entre partes, tanto de las partes con el todo, como de las partes con otras partes.
La mereología tiene una larga historia en la filosofía. Aristóteles ya presenta algunas reflexiones al respecto en la Metafísica, sus trabajos sobre física y otros. También Boecio dedica al tema parte en su De Divisione e In Ciceronis Topica. En la Edad Media, la mereología fue importante en los trabajos de Pedro Abelardo, Tomás de Aquino, Ramon Llull y Alberto de Sajonia, entre otros. Sin embargo, la primera teoría exhaustiva se debe principalmente a Franz Brentano y a su discípulo Edmund Husserl, quien la definió como teoría de los todos y las partes, a partir de la cual se han de distinguir entre partes independientes y partes dependientes de las esencias de los objetos intencionales. Con esto es posible describir las relaciones entre estas partes en términos de fundamentación. Por otra parte, la primera formalización satisfactoria fue de Stanislaw Leśniewski, quien la publicó en polaco en 1916. La primera teoría en inglés que popularizó el estudio de la mereología fue de H. S. Leonard y Nelson Goodman en 1943.
La mereologia se aplica a la lógica de predicados y a la ontología formal. Cada uno de estos campos proporciona su propia definición axiomática de la mereologia.  El elemento común de estas axiomatizaciones es la suposición compartida con la inclusión.

#### Lareflexividad
Describe que la relación parte — todo ordena su universo, es decir, que todo es parte de sí mismo.

#### Latransitividad
Describe que una parte de una parte de un todo es en sí misma parte de ese todo.

Dos entidades distintas no pueden ser parte de la otra antisimetría, formando así un poset. Una variante de esta axiomatización niega que algo sea parte de sí mismo (irreflexividad) mientras acepta la transitividad, de la cual se sigue automáticamente la antisimetría.

### Concepto de la mereología en relación con la matemática
En las matemáticas, la teoría de los conjuntos es determinada por la relación de pertenencia entre conjuntos y elementos. Mientras que la mereología describe la  relación  meronómica entre entidades. Esto significa que desde el punto de vista de la teoría de conjuntos se aproxima a la inclusión de conjuntos.